# Megaselia subsetella
Megaselia subsetella är en tvåvingeart som beskrevs av Borgmeier 1967. Megaselia subsetella ingår i släktet Megaselia och familjen puckelflugor. Inga underarter finns listade i Catalogue of Life.